# Coupe de France féminine de volley-ball 2013-2014
Navigation
Coupe de France 2012-2013 Coupe de France 2014-2015
La Coupe de France féminine de volley-ball 2013-2014 est la 28e édition de la Coupe de France, compétition à élimination directe mettant aux prises des clubs de volley-ball affiliés à la Fédération française de volley-ball. La Coupe de France qualifie dorénavant pour la Ligue des champions 2014-2015 (1re coupe européenne).

## Listes des équipes en compétition
| - Ligue A - Béziers VB - RC Cannes - ES Le Cannet-Rocheville - Évreux VB - Hainaut Volley - Istres OP - ASPTT Mulhouse - Volley-Ball Nantes - Saint-Cloud Paris Stade-Français - Quimper Volley 29 - Terville FOC - Venelles VB | - Elite - Albi USSPA - AS Saint-Raphaël - Vandœuvre-Nancy VB - Vannes VB |

## Phase finale
|  | Demi-finales                              | Demi-finales                        |           |   | Finale                            | Finale                            |
|  | Demi-finales                              | Demi-finales                        |           |   | Finale                            | Finale                            |
|  |                                           |                                     |           |   |                                   |                                   |
|  | 18 février, 25-20 18-25 26-24 25-18       | 18 février, 25-20 18-25 26-24 25-18 |           |   | Paris, 5 avril, 25-14 25-16 25-15 | Paris, 5 avril, 25-14 25-16 25-15 |
|  | 18 février, 25-20 18-25 26-24 25-18       | 18 février, 25-20 18-25 26-24 25-18 |           |   | Paris, 5 avril, 25-14 25-16 25-15 | Paris, 5 avril, 25-14 25-16 25-15 |
|  | RC Cannes                                 | 3                                   |           |   | Paris, 5 avril, 25-14 25-16 25-15 | Paris, 5 avril, 25-14 25-16 25-15 |
|  | RC Cannes                                 | 3                                   |           |   | Paris, 5 avril, 25-14 25-16 25-15 | Paris, 5 avril, 25-14 25-16 25-15 |
|  | ASPTT Mulhouse                            | 1                                   |           |   | Paris, 5 avril, 25-14 25-16 25-15 | Paris, 5 avril, 25-14 25-16 25-15 |
|  | ASPTT Mulhouse                            | 1                                   | RC Cannes | 3 |                                   |                                   |
|  | 19 février, 25-15 22-25 18-25 25-19 12-15 |                                     | RC Cannes | 3 |                                   |                                   |
|  |                                           | Volley-Ball Nantes                  | 0         |   |                                   |                                   |
|  | Istres OP                                 | Volley-Ball Nantes                  | 0         | 2 |                                   |                                   |
|  | Istres OP                                 |                                     |           | 2 |                                   |                                   |
|  | Volley-Ball Nantes                        | 3                                   |           |   |                                   |                                   |
|  | Volley-Ball Nantes                        | 3                                   |           |   |                                   |                                   |

### Vainqueur
| Vainqueur de la Coupe de France 2013-2014 RC Cannes 18e victoire |

## Galerie

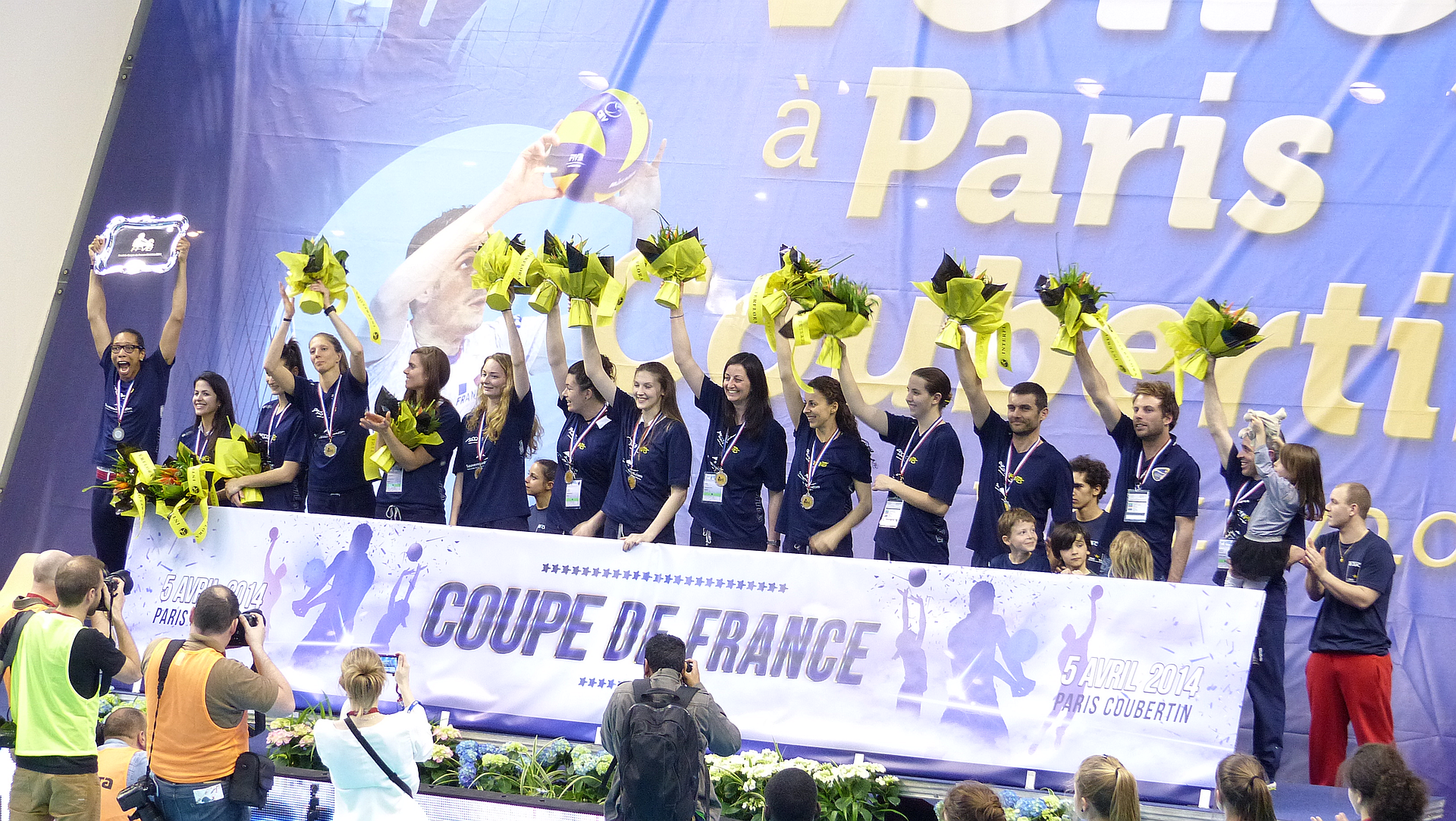
Volley-Ball Nantes
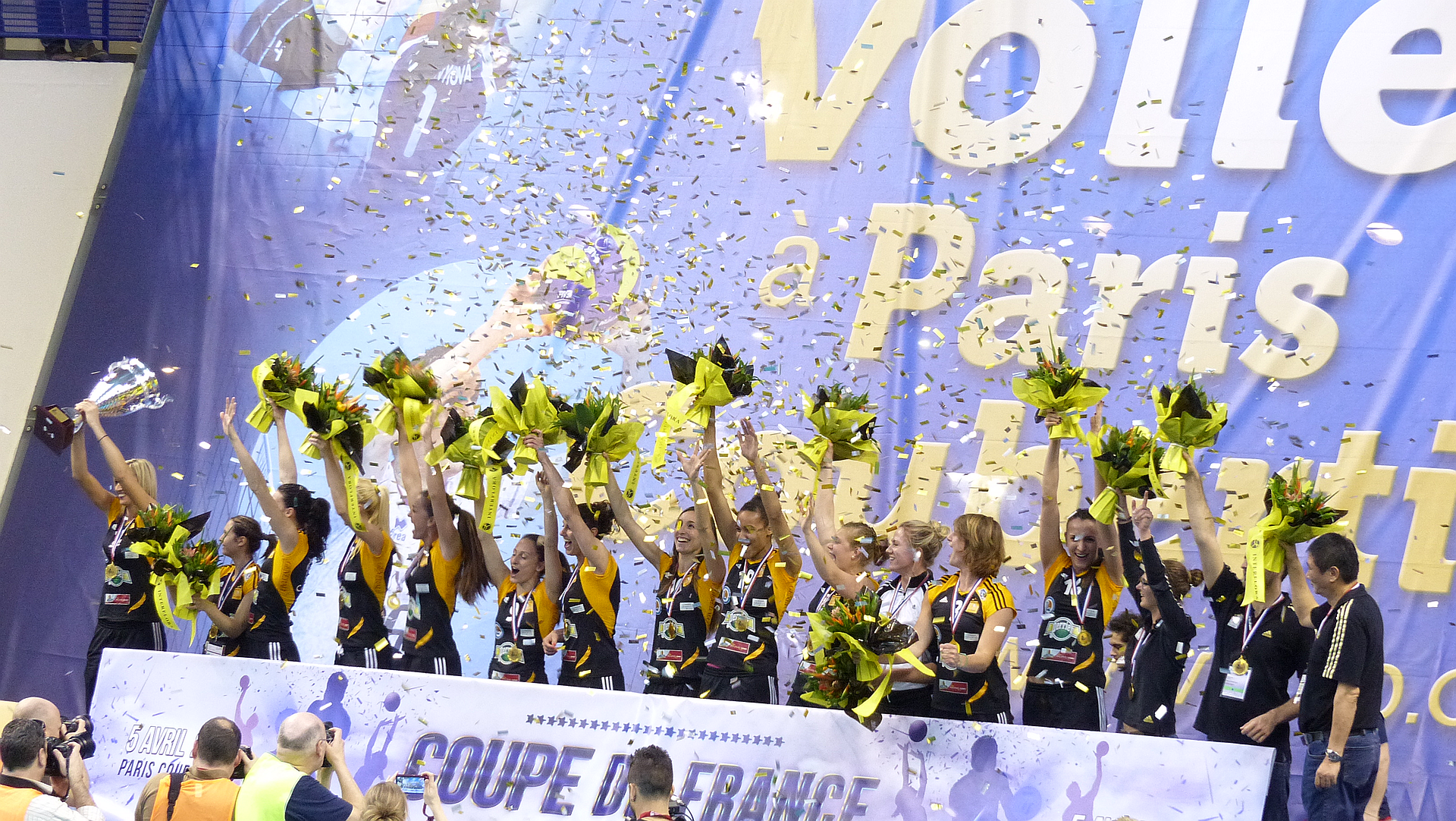
RC Cannes
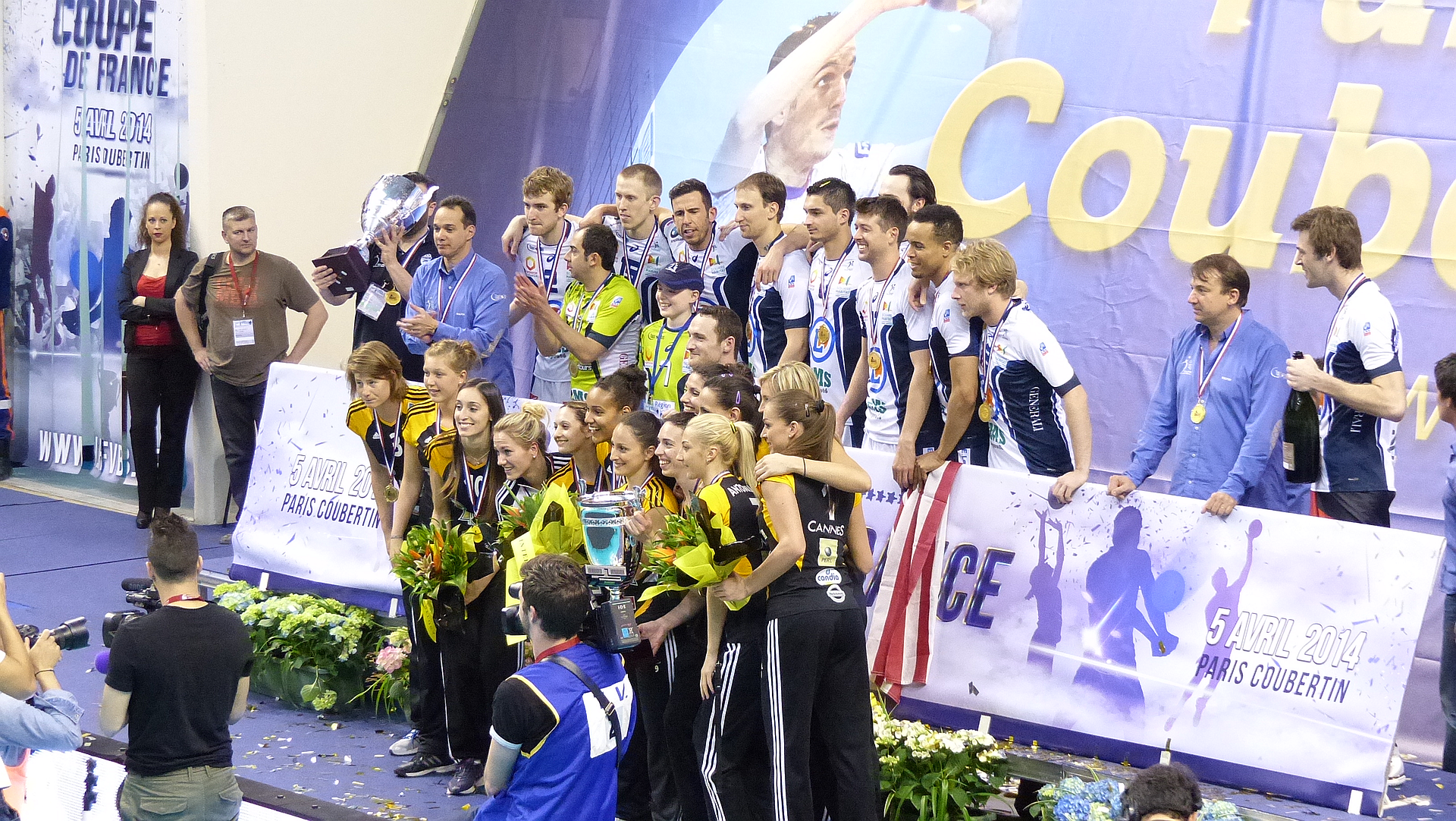
RC Cannes et Tours Volley-Ball